# Sayan Sanya
Sayan Sanya (สายัณห์ สัญญา), noto anche con lo pseudonimo di Pao (เป้า) (Suphanburi, 31 gennaio 1953 – Bangkok, 27 settembre 2013), è stato un cantante e attore thailandese.

## Discografia
- Kai Ja
- Kwam Rak Muen Ya Khom
- Rak Sathan Din Satuen
- Nam Ta Nang
- Am Nat Haeng Kwam Kid Tueng
- Ai Num Rod Tai
- Lon Klao Phao Thai